# Diego Huallpa
Diego de Huallpa fue un indígena quechua a quien se le atribuye, a mediados del siglo XVI, el descubrimiento accidental de plata en la actual ciudad de Potosí (Bolivia). Parece ser que vivía en la localidad cercana de Cantumarca.
Con el descubrimiento del Cerro Rico en 1545 por Huallpa, quien "no adquirió estimación ninguna, antes fue muy mal mirado de los españoles por encubridor de aquel primer descubrimiento”, y quizás esto explica por qué no recibió de ellos la recompensa que podía esperarse. El legendario jefe indio Chaqui Catari, que resistió con fiereza a los españoles en Potosí, les envía este mensaje: Y decidles que al mal hombre Hualca (Huallpa) lo ha de castigar el gran Pachacámac porque les ha descubierto el Potocsi”.
Según la leyenda, este indígena buscaba una de sus llamas perdidas, en el cerro prendió una fogata porque ya había caído la noche y el frío. Por la mañana, descubrió un hilo de plata que se fundió a flor de roca que sobresalía de los restos de la fogata que había encendido la noche anterior: se trataba de una veta rica en plata. Actualmente, este cerro se llama Cerro Rico de Potosí.

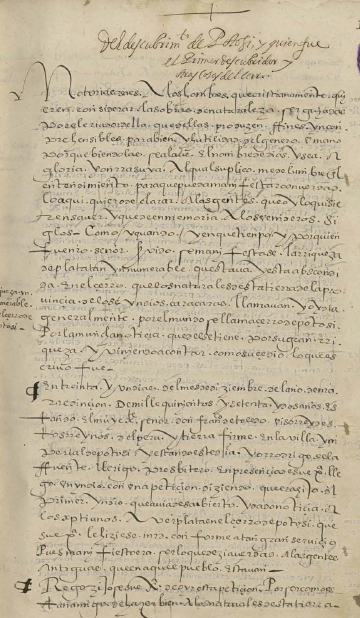
Encabezamiento del testamento del indio Huallpa. 1572 (Biblioteca Nacional de España)

Aún la plata comenzó a venderla en Cantumarca, en un principio decidió no hablar de eso a nadie, pero una noche se alardeó a su compadre llamado Huanca, para que además le ayudase a explotar la plata. Tras un enfrentamiento entre ambos, posiblemente por el reparto de beneficios, el compadre, u otro al que se lo dijo, se lo contó a su vez a los colonizadores españoles de la villa de Porco (a unos 25 km del Cerro), en particular al capitán Juan de Villarroel (copropietario de Porco). Estos no tardaron en darse cuenta de la riqueza de esta mina que iba a ser la más importante del continente.
Se tiene evidencia que, ya en la organización del sistema colonial y veintisiete años después de la revelación del Cerro Rico, el indio Huallpa (su descubridor) da a conocer ante el virrey Toledo, la existencia del adoratorio que hubo en las faldas del cerro y, lo más interesante, la injerencia permanente de los Caracaras en su custodio. Dice con respecto a las huacas: allí hallaron ser adoratorio de los indios comarcanos y haber algunas cosas ofrecidas de poca importancia a la guaca que allí estaba lo cual todo cogió este dicho don Diego Huallpa, y lo cargó en su compañero.... La huaca estaba relacionada con todos los demás elementos básicos de la religión inca, siendo especialmente claros sus lazos con el culto de los antepasados.
La población de Cantumarca en la época incaica fuera de ser un centro de actividad comercial era el guardián del Sumac Orko y de la huaca que vigilaba desde la cumbre, población desaparecida en los primeros años de la explotación minera. Es difícil conocer con exactitud la razón por la cual los pobladores de la región ocultaron la riqueza del Cerro a los propios incas, que ni siquiera revelaron el secreto al Inca Huayna Capac, cuando este visitó la laguna de Tarapaya y Cantumarca.
Actualmente, ubicado en el propio Cerro Rico de Potosí, existe un museo con el nombre de Diego Huallpa, dedicado a la historia minera y tradiciones de la ciudad

## Testamento de Huallpa

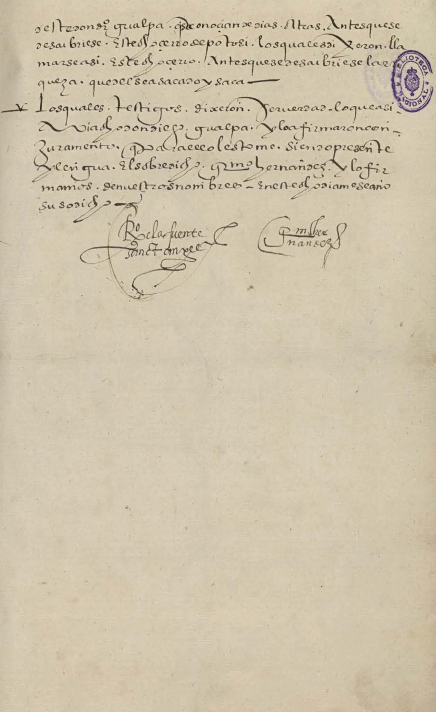
Parte final del testamento del indio Huallpa. 1572 (Biblioteca Nacional de España)

Apartándome de los cronistas existen documentos de carácter oficial que ratifican al indio Huallpa como descubridor del cerro, que fueron publicados en el siglo XIX por Marcos Jiménez de la Espada y reproducidos en 1913 y 1914 por la Sociedad Geográfica de Potosí, asimismo, reproducido en el libro Creación de la Villa Imperial de Potosí. La Capitulación de 1561, se refiere a un memorial del hijo de Diego Huallpa, Juan, quien sostiene que su padre fue el primer descubridor del cerro y que aun vivía. Un segundo documento y complementando sobre este acontecimiento, existe la declaración jurada del propio indio Huallpa ante el clérigo presbítero Rodrigo de La Fuente el 31 de diciembre de 1572, por mandato de Francisco de Toledo. Y un tercero, se trata de una cédula real, fechada en 14 de mayo de 1578, mediante la cual se dispone que Juan Huallpa y sus ocho hermanos debían recibir cierta ayuda. Que parece nunca se dio. 
Según el documento, Huallpa se bautizó y casó y se llamó don Diego Gualpa, murió de enfermedad dentro  de quince días, o sea, el 15-enero-1573 a la edad de 70. Tenía 9 hijos de los cuales eran 5 mujeres.  Con respecto al descubrimiento del cerro, se refiere que veinte y ocho años y nueve meses, pocos días más o menos, lo que significa que fue en abril de 1544.
He aquí el testamento o declaración jurada de Diego Huallpa:

RELACION DEL CERRO DE POTOSI Y SU DESCUBRIMIENTO
Notoria cosa es a los hombres que cristianamente quieren considerarlas obras de la naturaleza ser guiadas por el Criador della, que dellas,  producen fines incomprensibles para bien y utilidad del género humano, porque viéndolas, se elabe el nombre de Dios y sea a gloria y a honra suya; el cual suplico me de lumbre  en el entendimiento para que pueda manifestar con verdad lo que aquí quiero (así) declarar a las gentes que lo quieren saber y quede en memoria a los venideros siglos como y cuándo y en qué tiempo y por quién fue Nuestro Señor servido se manifestare la riqueza de plata tan innumerable que estaba y está abscondida en el cerro que los naturales de esta tierra de la provincia Caracaras llamaban y hoy día generalmente por el mundo se llama cerro de Potosí, por la mucha noticia que del se tiene por su gran riqueza,  Y viniendo a contar cómo sucedió lo que escribo, fue:
En treinta y un días del mes de diciembre del año de nuestra redención de mil é quinientos é setenta y dos años, estando el muy excelente señor don Francisco de Toledo, visorrey destos reinos del Perú y Tierra  Firme, en la villa imperial de Potosí, y estando este día yo, Rodrigo de la Fuente, clérigo presbítero, en presencia de su  excelencia, llegó un indio con una petición diciendo que era hijo del primer indio que había descubierto y dado noticia a los cristianos haber plata en el cerro de Potosí;  que su excelencia le hiciese merced conforme a tan gran servicio, pues manifestó ser lo que decía verdad a las gentes antiguas que en aquel pueblo estaban (1). 
Regocíjose su excelencia de oir esta petición, por ser como es tan amigo de hacer bien a los naturales desta tierra, y me mandó que hiciese información si lo que decía este indio era verdad, pues en la villa imperial de Potosí, donde estábamos había gentes que con verdad podrían decir si lo que este indio decía era así.
Este día fui a la casa del padre de este indio que presentó la petición a su excelencia, que vivía con sus hijos y mujer en la ranchería, y llevé conmigo a Jerónimo Hernández ciente (esciente) en la lengua general de los indios ingas y en la aymará, para con él mejor que poder entender, y hallé en la dicha casa un indio de buena disposición y aspecto de la mejor razón y entendimiento, porque a muchas cosas que le pregunté, aunque estaba en la cama días había enfermo, de la cual enfermedad murió dentro  de quince días, siempre me dio buena salida de todo. Podría tener de edad, a lo que parecía, setenta años; bien mostraba tenerlos, porque estaba cercado de nueve hijos, los cinco de ellos mujeres y todos en edad madura y con hijos.
	'Llamábase este indio en su lengua Gualpa', y después bautizó y casó y se llamó don Diego Gualpa.  Era natural de Chumbibilca, del pueblo que se decía Yanqui, del repartimiento del licenciado Carbajal , en los términos del Cuzco.  Díjome que en su tierra era hijo de un principal que se decía Alcaxuca, del ayllo Hanansaya que entre los indios de esta tierra se tiene por calidad.
	Viendo yo a este indio fatigado con su larga enfermedad que padecía días había, le consolé espiritualmente y recibió el consuelo cristianamente, diciendo que bien sabia tener alma y cuerpo de Dios y que esperaba la salvación de su ánima, por se haber bautizado y vivido con su mujer casado mucho tiempo, y que Dios quería mucho a sus criaturas especial a los que le conocían y creían por Dios y Señor, y questa noticia tenía desde el tiempo que entraron los cristianos en ella, por los haber siempre tratado y conservado y los haber servido e oído la predicación de los padres; e que él estaba confesado y había hecho testamento y encomendado su ánima a Jesuxpto, como a cosa criada de su mano.
Preguntado yo a este indio de qué edad era cuando los cristianos entraron en esta tierra, dijo que era hombre ya entrado y me señalo a un hijo  suyo que  en su aspecto tenia más de  veinticinco años; y que servía en aquel tiempo a Guascar Inga, hijo de Huayna Capa, Señor desta tierra, de guardar sus plumas, cosa muy estimada entre los indios, por ser amigos de tener  adornada la cabeza con plumas, de diferentes colores; e cuando dieron los cristianos la batalla de Caxamarca, estaba en su tierra, y subiendo los cristianos al Cuzco, vino allí con otros indios della a ver qué gente era.  
Aficionóse a servir a un soldado que se decía Cardoso, de nación portugués, por le parecer en su persona y aspecto señor, y le sirvió mucho  tiempo, en el discurso del cual subió con él al asiento de Porco, donde había noticia de haber mucha plata, por se labrar allí  minas del Señor de la tierra antes que los cristianos entrasen en ella.
Prosiguiendo su historia este indio de los acaecimientos que la habían acaecido sirviendo a su amo Cardoso, dijo que le dio una carta para unos soldados que estaban en Chuquiavo, que hoy es la ciudad de La Paz y vista la carta por los soldados, se enojaron mucho por las razones que en ellas (así) decía, y por quebrar su enojo en el mensajero, cosa no usada en buen uso y pulicía, le hecharon perros para que le mordiesen y aperreasen, y recibió tanto daño en su persona, que estuvo para morir, y desta causa  no volvió en muchos días  donde su amo estaba; y viendo el año la tardanza de su querido Gualpa, preguntaba a los que venían de donde le había enviado, si le habían visto.  No faltó quien le dijo lo que había pasado; sintió mucho la injuria que le habían hecho y el daño que le habían hecho a su criado; vino a Chuquiavo desde Porco y halló a su yanacona maltratado de las mordeduras de los perros; contóle el trabajo grande que por su mandato había padecido, de los cual recibió grandísima alteración y fue a buscar a los que le habían hecho tan mala obra, y riño con ellos y en el campo mató al uno y al otro hirió mal y les quitó las armas, cosa con que obligó  mucho a su criado Gualpa.  Díjome que no le había engañado su corazón cuando puso en su ánimo de servir a este soldado  Cardoso, pareciéndole que entre otros muchos que vido, tenía más valor en su persona.
Este soldado Cardoso dejó la provincia de Charcas y asiento de Porco por negocios que se le ofrecieron, y se fue a la ciudad de Los Reyes y dejó encomendado a este indio Gualpa a otro soldado amigo suyo, que se decía Marín, con el cual vivió algún tiempo en resgates y granjerías, que ya se usaban en el asiento de Porco. 
Dijo más, que un día se juntaron cuatro soldados que se decían Marcos Xaramote, Alvaro de Olmedo,  Gaspar Montesinos y Juan Camargo, a ver una loma de soroche  que estaba junto al cerro de Potosí, que hoy llamamos Asientos de Gonzalo Pizarro, en busca de minas y soroche y le dijeron estando en la dicha loma “vé aquel cerro y en lo más alto dél hallarás mucha plata labrada y otro ofrecido a la guaca que en él está.”
Subió al cerro este dicho indio Gualpa en compañía de otro indio que le señalaron para que con él fuese, por ser la subida, mucha y áspera, distancia de más de dos mil pasos.  Yendo por su jornada con dificultad, llegaron ambos indios a lo más alto del cerro de Potosí, el cual cerro tiene una mesa en lo más alto dél de espacio de cien pies, poco más o menos, y en contorno igual todas partes.
Allí hallaron ser adoratorio de los indios comarcanos y haber algunas cosas ofrecidas de pocas importancia a la guaca que allí estaba, lo cual todo cogió este dicho indio don Diego Gualpa, y lo cargó en su compañero y lo envió a los cuatro españoles que quedaban en los Asientos que dicen de Gonzalo Pizarro.
Quedóse solo este indio Gualpa en el cerro de Potosí, después de haber enviado a su compañero con despojos de la guaca que estaba en lo más alto del cerro, a los cuatro cristianos que le habían  enviado. Puédese piadosamente creer que la voluntad de Nuestro Señor (fue) que aquel tesoro que tantos tiempos había estado escondido debajo de tierra, fuese manifiesto a los hombres para gloria y honra suya por mano de un indio de que su majestad divina tenía poco conocimiento para que él y los demás desta tierra tuviesen entendido, como hoy lo van entendiendo, con el gran concurso que de buenos sacerdotes ha habido, ser nuestro Dios y Criador de todas las cosas, y olvidasen, como van olvidando, la creencia en que tanto millares de años  han estado ciegos y engañados del Demonio, que sus ídolos y guacas eran poderosos para dar y quitar salud corporal a los hombre y socorrer a sus necesidades, como para esto dellos eran invocados con ofrecimientos, presentes y ayunos y sacrificios y derramamientos de sangre corporal, como se tiene entera noticia de los sacerdotes  que les predican la ley evangélica y entre otras muchas personas curiosas que con pecho cristiano  ayudan este menester.
Dijo que bajando de la más alto del cerro, vino un viento tan grande, que dio con él en tierra, cosa acaecida muchas veces en este cerro de Potosí ser en él grandes los vientos, por estar escombrado de todas partes y haberle criado naturaleza a hechura de una punta de diamante, donde perdió el sentido y estuvo espacio de tiempo después de haberse cobrado sin se poder levantar, Miró a todas partes por ver si volvía, el compañero que había enviado a los cuatro cristianos, que dijo llamarse Gualpa  yanacona de Marcos Xaramonte.
Tornando sobre si para ser levantar, puso la mano sobre la tierra, las cuales hicieron en ella señal a manera de la que se suele hacer cuando se ponen sobre barro bien pisado, y señaló en ella las manos; e como ya era llegada la hora en que Dios Nuestro Señor tenía por bien para su servicio que este tan innumerable tesoro fuese a las gentes comunicado, abrió los ojos del entendimiento a este indio y conoció ser metal de plata sobre lo que había puesto las manos, por haber visto en el asiento de Porco otro metal como éste, y cogió  dél cantidad como ocho o diez marcos y se bajó del cerro en busca de los cuatro cristianos que le habían enviado, los cuales no le aguardaron y se fueron a Porco.
Fuése este indio Gualpa a Porco y mostró a Alvaro de Olmedo, el metal que había traído y le contó lo que le había acaecido, el cual hizo burla de lo que el indio le decía, diciendo que era imposible que del Cerro Potosí hubiese él traído cosa tan rica.  Respondió que cierto le decía verdad, y que si quería ver era así, se fuesen lo ver junto.- Y a persuasión suya salieron de Porco y vinieron al Cerro de Potosí, que puede haber espacio de cinco leguas, y con dificultad iban subiendo al cerro, y llegando cerca de donde había sacado este indio el metal que mostró al dicho Alvaro de Olmedo, vino un viento tan grande, que desbarató y llevó la capa y sombrero y dio en tierra con el dicho Alvaro de Olmedo, de que recibió  gran pesadumbre, que sobre el cansancio que traía del camino, tomó gran disgusto y le pesó de haber venido, por que temió destar  en aquel lugar no usado despañoles, y de aqueste enojo dio al pobre indio (que le quería hacer rico) de bofetones y le tiró de los cabellos, y con este enojo  y sobresalto no quiso llegar donde dicho indio había hallado el metal que le había mostrado, porque no le crió Dios para que este hombre fuese el primer que desta riqueza gozase, sino otro que después vino. Y así se bajaron sin conseguir lo que estaba manifiesto y llegaron a lo que hoy se dice Guayna Potosí y le dijo el español Olmedo: “en este lugar hay minas  de plata, que no donde me llevaste, que no hay sino zupayes o demonios,”, que lo mesmo quiere decir.
Cuando este indio vido que no quiso llegar el español Olmedo al lugar do[nde] había sacado el metal que le había mostrado, díjole en Porco: “Toma  la mitad deste metal y fúndelo” y el indio se quedó con la otra parte; fundiéndolo el dicho Alvaro de Olmedo, como cosa que no tenía Dios criado para él, se le fue en humo todo, y el indio Gualpa fundió su parte, y echando en ello algún soroche, sacó tanta cantidad de plata como metal había fundido, de que, dijo, recibió contentamiento grande.
Pasados veinte días, este indio Gualpa volvió al cerro de Potosí al lugar donde había traído el metal que fundió en Porco, y encima de la tierra estaba a manera de sebo regalado (así)  del sol; dijo que con un palo lo juntó y echó  cantidad dello en un costalejo o guayaca, que ellos dicen, y se bajó camino a Porco y lo fundió con el metal de allí y sacó muy fina plata.
Por la mayor parte, los casos bien acaecidos en los hombres, sino se comunican con los amigos, no tiene el espíritu tanto contento como cuando los ha comunicado, y por gozar de este privilegio y contento, este indio don Diego Gualpa tuvo por amigo a un yanacona que se decía Chalco, natural del pueblo de Accha,  junto al Cuzco, inga de  nación, al cual le dijo haber hallado en el cerro de Potosí mucha riqueza de plata y le mostró lo que tenía en su poder de lo que había sacado del dicho cerro y cómo le había  sucedido al haber hallado.  Como por la mayor parte naturaleza repartió entre los indios que en los demás de otras naciones della, apeteció este yanacona Chalco ver y saber de dónde había sacado su amigo Gualpa esta riqueza de plata y le importunó fuesen a ver donde había lo que decía y mostraba (así).
Ambos de conformidad fueron al Cerro de Potosí y le mostró el lugar de donde había sacado la plata que tenía, que lo halló y la manera que lo había contado, de que ambos a dos amigos se  regocijaron, y como cosa que tenía mano estaba y con tan poco trabajo se sacaba, ambos cargaron de aquel metal y se volvieron a Porco, hicieron su ensayo, y de los que sacaron, que fue mucho y bueno, partieron hermanablemente sin lo pesar, por que casi tanta plata sacaron como carga habían bajado del metal del cerro. 
Este yanacona Chalco, inga de nación, servía a Lorenzo Estupiñán, vecino  que fue de esta tierra, y con otros yanaconas que tenía de servicio en el asiento de Porco, les dejó a Diego de Villarroel, que era su mayordomo, para que se ocupase a lo que les mandase, en el entretanto que iba  a la ciudad de Los Reyes, donde en aquel tiempo residía  la más principal gente deste reino; el cual dicho yanacona Chalco dio noticia de lo que había visto en este cerro de Potosí y mostró la plata que había sacado en compañía de Gualpa yanacona, y certificó ser verdad lo que decía a Diego de Villarroel, mayordomo de su amo Lorenzo de Estupiñan, y le encareció que era mucho más de lo decía; y con esta demostración de plata y certificación del indio, se dispuso Diego de Villarroel, que estaba en Porco al presente, a venir con otros compañeros a ver lo que tan manifiestamente afirmaba ser ansí el dicho indico Chalco yanacona.
Dijo el yanacona don Diego Gualpa, questando él un dia en Porco, vido venir del camino de Potosí a Diego Villarroel y a Gonzalo Bernal y a Juan de Portillo, españoles con Chalco yanacona y otros más indios con metal del cerro de Potosí, y registró ante la justicia Diego de Villarroel, primero que los demás sus compañeros, la mina que hoy está en la veta de Diego Centeno, que así se llama hoy; y esta fue la primera que descubrió y registró en el cerro de Potosí por la voluntad de Dios.
Y prosiguiendo este yanacona Gualpa en su confesión de lo que era y vido en aquel  cerro de Potosí, dijo que junto a la corona del cerro estaban en aquel tiempo como diez o doce árboles de quinua grandes, entre  los cuales estaban camas de leones desta tierra, y en todo el cerro por ninguna parte dél había más montaña hasta bajar a lo que hoy es ranchería de indios y pueblo de españoles, que en estos lugares había mucha cantidad de árboles que se dice quinua, de la cual me mostró este dicho indio Gualpa un palo grueso que tenia en su casa, que era de los de aquel tiempo. He querido decir esta particularidad por que hoy no se hallará en toda la redondez del cerro ni en todo el poblado de Potosí un árbol ni apenas otra cosa que le parezca, por estar ya muy trillado ansí de indios como de españoles.
Dijo más este yanacona don Diego Gualpa, que un pedazo grande de este metal rico del cerro de Potosí, lo dio a Antonio Quijada, un soldado de aquel tiempo, y hoy es vivo en esta provincia para que lo enviase al llatun Apo de Castilla que era en aquel tiempo inventísimo (asi) César Carlos, quinto deste nombre y primero rey de España, lo cual se envió al presidente Gasca y lo vido el licenciado Polo inviar, según me lo dijo el mesmo Antonio Quijada este día sobre dicho ser así verdad, estando en la Villa Imperial de Potosí.
Preguntando yo a este indio don Diego Gualpa que tanto tiempo hacía que había descubierto el cerro de Potosí y su riqueza, dijo que hace veinte y ocho años y nueve meses, pocos días más o menos, en el día que me dio esta relación; la cual dio con juramento que le tomé y le requerí que dijese verdad por el juramento que había hecho antes questa confisión hiciese, y por el tiempo en que estaba, por estar en lo último de su vida y muy enfermo.  Lo cual pasó delante de los testigos infra escritos, que fueron don Diego Conde Gualpa Inga, natural de Urcos, junto al Cuzco, y de Francisco hacha Angara, que se hallaron presentes este día, y otros indios viejos que estaban en casa deste don Diego Gualpa, que se conocían de días atrás antes  que se descubriese este dicho cerro de Potosí, los cuales  dijeron llamarse así este dicho cerro antes que se descubriese las riquezas que dél se ha sacado y se saca.	
Los cuales testigos dijeron ser verdad lo que así había dicho don Diego Gualpa y lo firmaron con juramento que para ello les tomé, siendo presente y lengua el sobredicho.  Jerónimo Hernández, y lo firmamos de nuestros nombres en este dicho día, mes y año susodicho. 
Rodrigo de la Fuente				Jerónimo Hernández
			Sanet Angeli